# Franz Moritz von Lacy
El Conde Franz Moritz von Lacy o Lascy (en alemán Franz Moritz Graf von Lacy, en inglés: Count Francis Maurice von Lacy, en ruso: Boris Petrovich Lassi; San Petersburgo, 21 de octubre de 1725 - Neuwaldegg, Viena, 24 de noviembre de 1801) fue un mariscal del ejército austriaco perteneciente a la familia de Lacy. Fue amigo y consejero personal del Emperador José II. 

## Primeros años
Su padre era el Conde Peter Lacy, mariscal ruso originario de Irlanda que siguió en el exilio al rey Jacobo II de Inglaterra. Franz Moritz nació en San Petersburgo e hizo la carrera militar en Alemania. Se puso al servicio de Austria, guerreó en Italia, Bohemia, Silesia y los Países Bajos durante la Guerra de Sucesión Austriaca; herido dos veces, terminó la guerra como teniente coronel. A los 25 años alcanzó el grado de coronel y tuvo a su cargo un regimiento de infantería.

## La Guerra de los Siete Años
Volvió al servicio activo en 1756 al estallar la Guerra de los Siete Años y se distinguió tanto en la primera batalla que fue promovido a general. Herido por tercera vez (1756) y por cuarta en la Batalla de Praga (1757), tuvo un importante papel en la gran victoria de Breslau y en la derrota de Leuthen. Fue herido por quinta vez y cubrió la retirada del ejército. Poco después comienza su relación con el Mariscal Daun, generalísimo de las fuerzas imperiales. Ambos, con el apoyo de Laudon, hicieron frente a Federico II el Grande el resto de la guerra.
Lacy, mariscal de campo de solo 32 años, formaba parte del Estado Mayor, del que había sido nombrado Jefe por Daun. Su excesiva prudencia era comprensible y más desde que Austria tuvo que admitir la potencia de su oponente prusiano tras las derrotas de Leuthen y otras menores; pero mostraron en cualquier caso que, habiendo resuelto desgastar al enemigo por el método de Fabio, eran lo suficientemente fuertes para llegar al final. Así fue durante unos años la vida de los generales Lacy, Daun y Laudon en lla guerra contra Prusia. Después de la Batalla de Hochkirch (15 de octubre de 1758) Lacy fue condecorado con la Gran Cruz de la Orden de María Teresa. Pero en 1759, Daun y Lacy perdieron el favor real por no conseguir victorias, y Lacy obtuvo el cargo de Feldzeugmeister (jefe de intendencia) solo porque Laudon había recibido ya este rango por su comportamiento en la Batalla de Kunersdorf. Fracasó en el sitio de Dresde de 1760. Su responsabilidad pesó demasiado en las campañas siguientes y se puso en duda su capacidad para dirigir el ejército incluso por Daun, que no le traspasó el mando aun después de ser herido en la Batalla de Torgau.

## Carrera tras la guerra

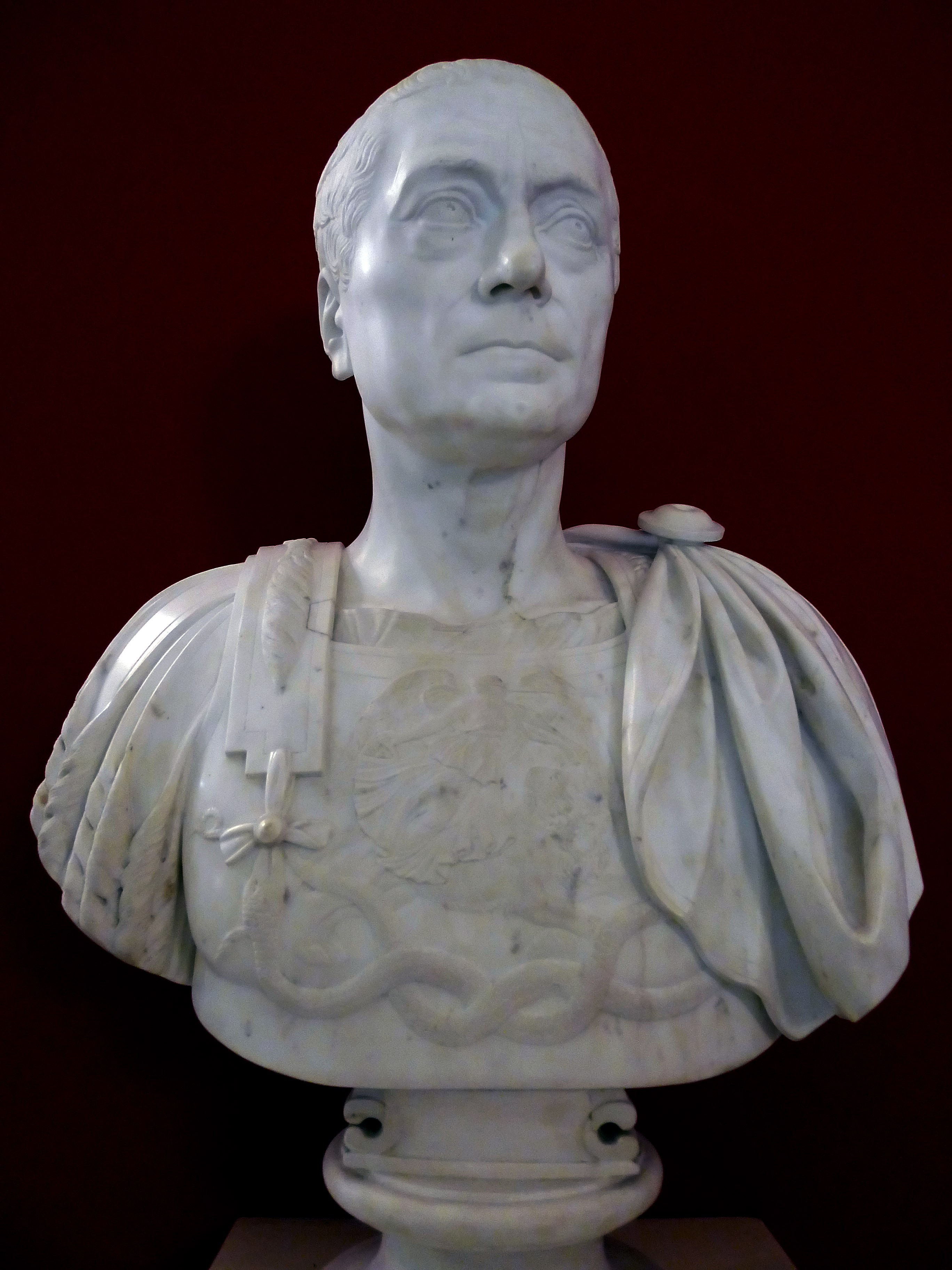
Busto en mármol de Lacy por Giuseppe Ceracci.

Después de la Paz de Hubertusburgo emprendió empresas más acordes con sus cualidades. María Teresa puso a su hijo José al frente de los asuntos militares austriacos. Nombró a Lacy Mariscal de Campo y le encargó la reforma y administración del ejército (1766). Estableció nuevos reglamentos para cada ejército, un nuevo código militar y una buena logística. El resultado de su trabajo fue un ejército mayor, mejor equipado y el menos costoso habido hasta entonces. José pronto se llevó muy bien con su consejero militar, lo que no impidió la plena confianza que María Teresa tenía en Lacy aun después de que ella se alejara del joven emperador. Su actividad no se limitó al ejército. Apoyó las innovaciones introducidas por José, inicialmente rechazadas por María Teresa en el Reparto de Polonia. El exceso de trabajo empeoró su salud y, contra los deseos de María Teresa y el emperador, renunció a todos sus cargos y se fue al sur de Francia (1773). A la vuelta, en principio no quiso volver a ocupar cargos, pero permaneció como consejero muy activo en asuntos políticos y militares.

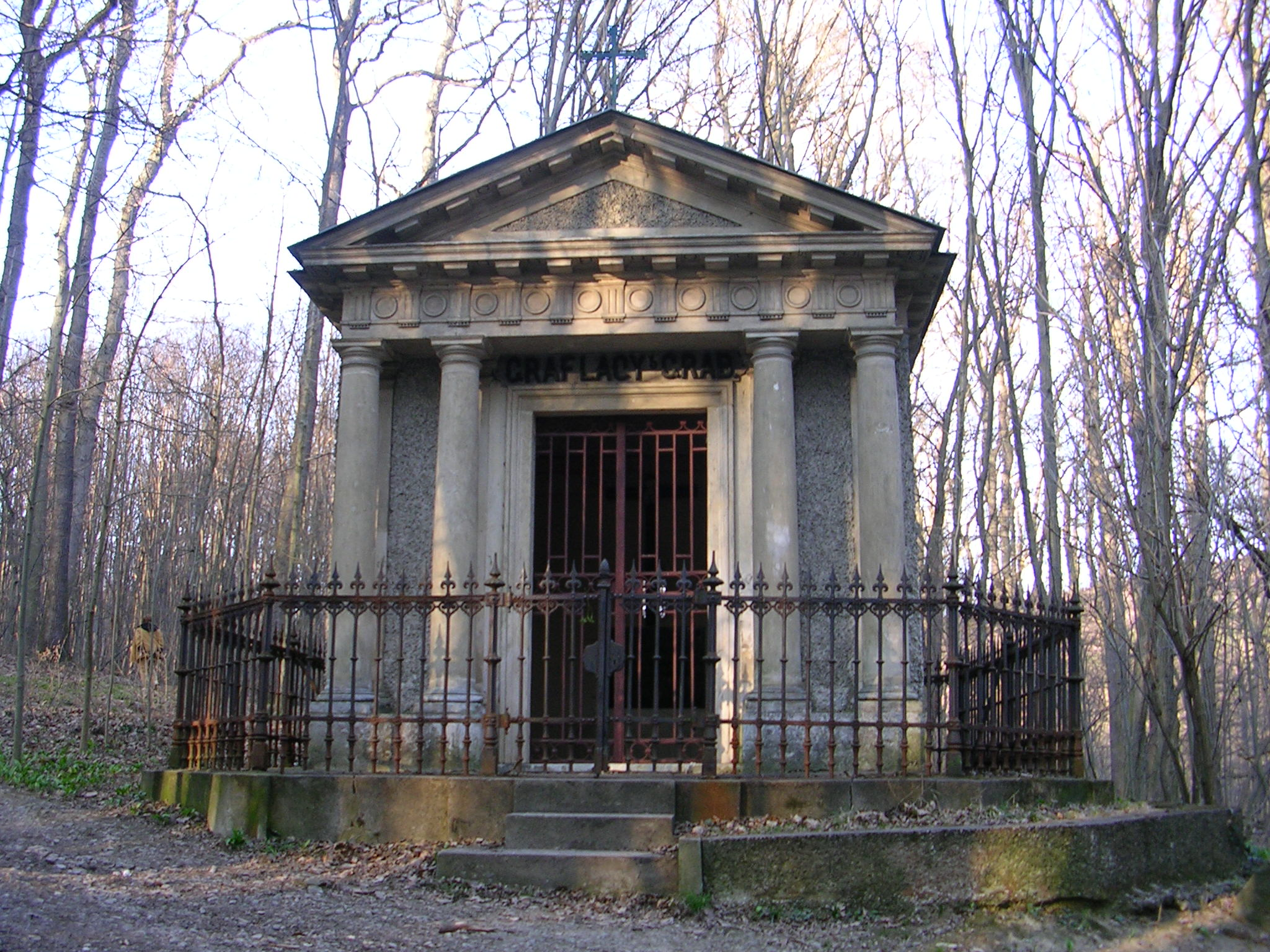
Tumba del Conde Lacy en el Schwarzenbergpark de Neuwaldegg, Viena.

En la breve Guerra de Sucesión bávara (1778-1779), Lacy y Laudon comandaron el ejército austriaco contra Federico II Rey de Prusia. Al morir María Teresa, Lacy pasó a ser el mejor amigo del emperador José II. La guerra contra los turcos fue un conflicto más serio que la guerra bávara. Lacy, ya viejo y cansado, no tomó grandes medidas ni alcanzó los éxitos de otros generales austriacos. Su carrera llegaba a su fin aunque continuó muy interesado en los asuntos de Estado y del ejército durante todo el reinado del sucesor de José II, Leopoldo II de Austria. Pasó sus últimos años retirado en el castillo de Neuwaldegg, cerca de Viena.